# Helsingfors Konståkningsakademi
Helsingfors Konståkningsakademi rf, förkortas HTA (finska: Helsingin Taitoluisteluakatemia ry, engelska: Helsinki Figure Skating Academy) är en konståkningsförening i Helsingfors, Finland. Föreningen grundades den första maj 2020, då Helsingfors Skridskoklubbs (HSK) singelåkning förenades med Åggelby Konståkningsklubb (OTK). Föreningens ordförande är Maiju Laaksonen.
Föreningen grundades som en specialförening för singelåkning. Föreningens officiella språk är både finska och svenska.
Föreningens företrädare har långa anor med erbjudande av livslånga träningsmöjligheter i konståkning. Föreningen erbjuder en möjlighet att åka skridskor genom livet i samma förening, ifall den egna livssituationen förändras och därmed också träningsbehoven. Under säsongen 2020–2021 har föreningen drygt 220 skridskoåkare.
Föreningen bedriver omfattande tävlingsverksamhet. Föreningen är medlem i det finska konståkningsförbundet (Suomen Taitoluisteluliitto).